# Amnesty International
| Premio Nobel per la pace 1977 |

Amnesty International è un'organizzazione non governativa internazionale impegnata nella difesa dei diritti umani. Lo scopo di Amnesty International è quello di promuovere, in maniera indipendente e imparziale, il rispetto dei diritti umani sanciti nella "Dichiarazione universale dei diritti umani" e quello di prevenirne specifiche violazioni.

## Storia dell'organizzazione
L'organizzazione fu fondata il 28 maggio 1961 dall'avvocato inglese Peter Benenson, quando lanciò sul The Observer di Londra un appello dal titolo I prigionieri dimenticati riferito all'arresto e alla condanna in Portogallo di due studenti resisi colpevoli di aver brindato alla libertà delle colonie. L'organizzazione conta oggi oltre sette milioni di soci sostenitori, che risiedono in più di 150 nazioni. Il suo simbolo è una candela nel filo spinato.
Ha ricevuto il Premio Nobel per la pace nel 1977 per l'attività di "difesa della dignità umana contro la tortura, la violenza e la degradazione". L'anno seguente è stata insignita del Premio delle Nazioni Unite per i diritti umani.
Nel 1991, riceve il premio Colombe d'Oro per la Pace dell'Archivio Disarmo di Roma, per l’azione contro la violazione dei diritti umani nell’anno della Guerra del Golfo, che coincideva con il trentennale della sua fondazione.
Amnesty International agisce contro le ingiustizie, proteggendo chi ne è vittima; opera a favore delle persone incarcerate per motivi di coscienza, uomini o donne, le cui credenze, la loro origine o l'appartenenza religiosa o politica gli hanno valso la privazione della libertà; tenta di convincere i governi a modificare le leggi quando ingiuste. Amnesty International si oppone ugualmente e senza riserva a tutte le forme di tortura e alla pena di morte.
Nel perseguimento di questa visione, la missione di Amnesty International è quella di svolgere ricerche e azioni per prevenire e far cessare gravi abusi dei diritti all'integrità fisica e mentale, alla libertà di coscienza e di espressione e alla libertà dalla discriminazione. Le azioni di Amnesty e le denunce si basano sull'accertamento dei fatti grazie ai ricercatori che operano sul campo, spesso in situazioni difficili, raccogliendo prove, registrando le violazioni, tenendo aggiornati i dati, parlando con le vittime.

## Significato del simbolo
Il simbolo di Amnesty International è la candela nel filo spinato (in inglese: candle in barbed wire), nota anche semplicemente come "candela di Amnesty International" (in inglese: the Amnesty candle). Realizzatrice del logo con la candela, a partire da un'idea del fondatore di Amnesty International Peter Benenson, fu l'artista britannica Diana Redhouse.
Il filo spinato richiama la recinzione di un campo di prigionia soprattutto per richiamare la violenza di quell'argomento, a simboleggiare la detenzione protratta e le violazioni dei diritti umani perpetrate nei confronti dei prigionieri di coscienza; la candela accesa, che rimanda al motto spesso ricordato all'interno di Amnesty International "è meglio accendere una candela che maledire l'oscurità", rappresenta la volontà, da parte dell'organizzazione, di tenere sotto la luce dei riflettori ciascuna singola violazione dei diritti umani sulla quale essa lavora, perché l'opinione pubblica possa esserne edotta. Un ulteriore significato leggibile nella luce della candela è la speranza nella giustizia per tutte le vittime delle violazioni dei diritti umani.

## I gruppi

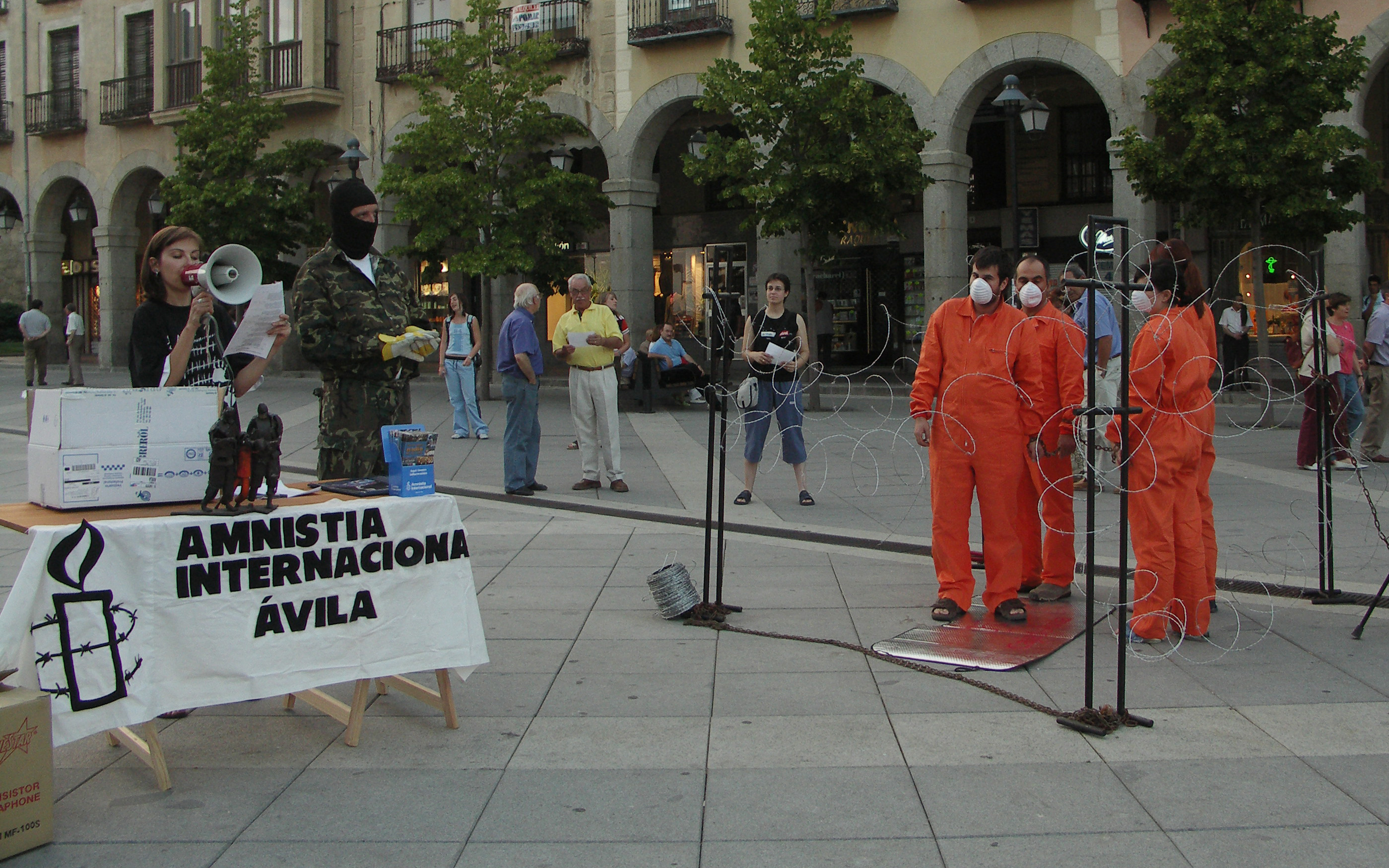
Un presidio pubblico di volontari di Amnesty international, per protestare contro il campo di prigionia di Guantánamo

Il nucleo di base di Amnesty International è rappresentato locale. In Italia vi sono 173 gruppi territoriali formati in media da una decina di soci e presenti in tutte le regioni oltre a circa trenta gruppi giovani, formati da soci in età scolare o universitaria. Nella Svizzera Italofona ha sede uno dei tre Centri regionali su base linguistica e uno dei 97 gruppi attivi della sezione svizzera: il Gruppo Ticino, con quattro sedi nelle principali città del Cantone.
Ogni gruppo Amnesty riceve periodicamente delle azioni dai coordinamenti nazionali e dal segretariato internazionale, con il compito di coinvolgere la popolazione del proprio territorio di competenza su tali tematiche generali o casi specifici. La trasformazione delle informazioni raccolte in effettiva pressione verso i governi violatori passa proprio attraverso un capillare coinvolgimento dell'opinione pubblica sul territorio.
I gruppi Amnesty si occupano di raccogliere firme, di organizzare eventi e manifestazioni, provvedono inoltre ad attività di raccolta fondi e di addestramento dei nuovi soci, rappresentano quindi a tutti gli effetti il movimento sul territorio.

## Rapporto annuale sulla situazione dei diritti umani nel mondo
A cura del segretariato internazionale, viene redatto e pubblicato ogni anno, sia in cartaceo che in digitale, un rapporto dei diritti umani nel mondo (Amnesty International Annual Report) che è tradotto in più lingue (tra cui l'italiano).

### Rapporto 2019-2020
Il rapporto 2019-2020 è suddiviso in sei principali macro Regioni: Africa subsahariana, Americhe, Asia e Pacifico, Europa orientale e Asia Centrale, Medio Oriente e Africa del nord, e denuncia, per ogni nazione appartenente ad una specifica Regione, i diritti umani violati nell'anno della pubblicazione del rapporto. La denuncia per ogni nazione a sua volta, è suddivisa in paragrafi come, per citarne alcuni: Contesto, Diritto all'alloggio - Sgomberi forzati, Libertà di riunione, Uccisioni illegali, Libertà di espressione, Sparizioni forzate, Prigionieri politici, Libertà di espressione e di riunione, Pena di morte, Tortura ed altri maltrattamenti, Uso eccessivo della forza, Diritto alla salute - Mortalità materna, Impunità, Controterrorismo - Detenzioni, Condizioni carcerarie, Diritto all'infanzia, Ergastolo senza possibilità di libertà provvisoria, Diritto dei migranti, Diritti dei rifugiati e migranti, Minori non accompagnati, Uccisioni arbitrarie, Violenza contro le donne, Diritti delle donne, Rifugiati e richiedenti asilo, Diritti delle persone lesbiche, gay, bisessuali, transgender e intersessuate, Obiettori di coscienza, Discriminazione - ROM, Controterrorismo e sicurezza.

Il rapporto 2019 - 2020, stampato a giugno 2020, comprende, oltre che panoramiche per ognuna delle sei macro-regioni, anche 19 approfondimenti per quelle nazioni del mondo che si sono più delle altre "distinte" per aver violato i diritti umani. Queste nazioni sono: Arabia Saudita, Brasile, Cina, Egitto, India, Iran, Libia, Myanmar, Polonia, Repubblica Centrafricana, Russia, Siria, Somalia, Sudan, Turchia, Ungheria e Venezuela ma anche Italia e Stati Uniti d'America.

#### Italia
L'Italia viene denunciata per i "rifugiati e richiedenti asilo" e le relative «politiche e la retorica anti-immigrazione del primo governo Conte»; la "politica dei porti chiusi"; per il "diritto all'alloggio e gli sgomberi forzati"; per "tortura e altri maltrattamenti". Per la tortura aggravata ad opera di 15 agenti di custodia nel carcere di San Gimignano (Siena) contro un detenuto. Per "i decessi in custodia" come per il processo che riguardava il decesso di Stefano Cucchi nel 2009 e per il "commercio di armi" (sospeso poi dal governo italiano) che vedeva come acquirenti l'Arabia Saudita e gli Emirati Arabi Uniti.

#### Stati Uniti d'America
"Meccanismi Internazionali sui diritti umani". Amnesty denuncia che il governo americano dell'amministrazione Trump a luglio 2019 dichiarò che «la sua linea attuale era di collaborare alle procedure sui diritti umani delle Nazioni Unite soltanto quando queste fossero "vantaggiose per gli obiettivi della politica estera degli Usa", rifiutando pertanto di cooperare con il meccanismo di esame sulla situazione dei diritti umani in territorio statunitense».. Ancora una denuncia sui: "Rifugiati, richiedenti asilo e migranti"; su "genere, sessualità e identità"; sulla "libertà di espressione" e "controterrorismo e sicurezza"; "tortura e altri maltrattamenti"; "violenza legata all'uso di armi da fuoco"; "pena di morte" e "uso eccessivo della forza".

Per quanto riguarda quest'ultimo aspetto Amnesty metteva in risalto che 1000 persone nel 2018 e almeno altrettanto nel 2019 sono stati gli uccisi «a seguito dell'utilizzo di armi da fuoco da parte degli agenti». Secondo tale rapporto «gli afroamericani erano sproporzionalmente colpiti dall'uso di forza letale da parte della polizia».

### Rapporto annuale 2020-2021
Il rapporto di Amnesty International del 2020-2021 punta il dito in particolare sull'eccezionalità di un anno che è stato caratterizzato dalla pandemia. L'alto numero delle vittime è stato incrementato dalle ampie diseguaglianze esistenti, aggravato da sistemi sanitari minati da austerità e da istituzioni internazionali rese più deboli nelle loro funzioni. La vera leadership emersa in questa situazione non è stata politica, ma costituita da personale medico e sanitario, da scienziati, da tecnici e da tutti coloro che si sono occupati delle infinite necessità in situazioni di emergenza. La pandemia ha anche rivelato ancor più le conseguenze tragiche dell'abuso di potere e sono state le singole persone a ribellarsi contro diseguaglianze, violenze ed esclusioni.
Dati dal Rapporto 2020-2021, informazioni tratte da ricerche su 149 paesi.
- Vessazioni da parte delle autorità statali nei riguardi di operatori sanitari e altri operatori essenziali nella risposta alla Covid-19 nel 28% dei paesi. Autorità dello stato hanno ostacolato e intimidito personale sanitario e altri lavoratori essenziali nell'ambito della pandemia in almeno 42 paesi.
- Provvedimenti relativi alla Covid-19 con un esito discriminatorio sui gruppi marginalizzati nel 56% dei paesi. Risoluzioni prese dai governi per controllare la diffusione della pandemia hanno avuto una conseguenza discriminatoria su gruppi marginalizzati nel loro diritto alla salute in almeno 83 paesi.
- Prigionieri di coscienza presenti in 36% dei paesi, sono stati detenuti in almeno 53 paesi.
- Torture e maltrattamenti in 58% dei paesi con esiti mortali nel 28%. Torture e maltrattamenti sono stati constatati in 87 paesi di cui almeno 41 con esito infausto.
- Rimpatri forzati di migranti o rifugiati verso quei paesi dove erano a rischio di persecuzione in 28% dei paesi. I rimpatri forzati sono avvenuti in almeno 42 paesi.
- Sgomberi forzati nel 28% dei paesi, avvenuti in almeno 42 paesi.

### Rapporto annuale 2021-2022
Agnès Callamard, segretaria generale di Amnesty International apre il "Rapporto annuale 2021.2022" con una introduzione estremamente critica facendo rilevare che nel 2021 "i potenti della terra" hanno usato «slogan patinati del tipo "ricostruiremo un modo migliore" [...]», oltre a ventilare «belle promesse» di un "reset globale" dell'economia e un progetto di una "comune agenda" mondiale «per arginare gli abusi delle multinazionali». Ma non solo! hanno promesso: «una ripresa sostenibile a livello ambientale» e un radicale cambiamento che avrebbe favorito la solidarietà globale. Nonostante le molte opzioni, ad avviso della segretaria generale, «i governi hanno ancora una volta scelto politiche e strade che hanno ulteriormente allontanato molti di noi da dignità e diritti.» 

Promesse, nota la Callamard, inattese: «le promesse non sono state mantenute e sempre più persone sono state abbandonate a loro stesse, in più luoghi e con maggior frequenza». Per quanto riguarda la COVID-19 e le responsabilità dei governi i commenti della Callamard sono stati trancianti, ha rilevato infatti che la speranza di una pronta guarigione dovuta alla velocità, mai vista prima, con cui erano stati scoperti i vaccini facevano sperare la possibilità «che la fine della pandemia fosse ormai a portata di mano», possibilità che non si è minimamente realizzata perché «[...] i leader del mondo si sono ritirati nelle loro caverne fatte di interessi nazionali. Invece di fornire maggiore sicurezza a sempre più persone, i leader ci hanno spinto sempre verso l'abisso dell'insicurezza e, in alcuni casi, anche di guerra. Invece di sradicare le pratiche che ci dividono, i leader hanno gettato le nostre nazioni in competizioni autolesioniste per la conquista di ricchezza e risorse, oltre che in situazioni di conflitto. Invece di difendere il principio universale di uguaglianza dei diritti umani, il razzismo è diventato una componente sempre più integrata nel funzionamento del sistema internazionale, fino a determinare addirittura chi doveva vivere o meno, aggiungendo un altro capitolo alla storia crudele in cui si decide quali vite contano e quali no. Il 2021 avrebbe dovuto essere un anno di guarigione e ripresa. Invece, è diventato un incubatore di disuguaglianze e instabilità sempre maggiori, non solo per il 2021, non solo per il 2022, ma per il decennio a venire».

## Segretari generali
- 1961–1966:      Peter Benenson
- 1966–1968:      Eric Baker
- 1968–1980:      Martin Ennals
- 1980–1986:      Thomas Hammarberg
- 1986–1992:      Ian Martin
- 1992–2001:      Pierre Sané
- 2001–2010:      Irene Khan
- 2010–2018:      Salil Shetty
- 2018–2019:      Kumi Naidoo
- 2019-2021:      Julie Verhaar (ad interim)
- 2021-in corso:  Agnès Callamard

## Sezioni nazionali

Sezioni dell'Amnesty International nel mondo nel 2012.

| Country/Territory                                                                                    | Local website |
| --- | --- |
| Amnesty International Algeria                                                                        | www.amnestyalgerie.org. |
| Amnesty International Ghana                                                                          | www.amnestyghana.org. |
| Amnesty International Argentina                                                                      | www.amnistia.org.ar. |
| Amnesty International Australia                                                                      | www.amnesty.org.au. |
| Amnesty International Austria                                                                        | www.amnesty.at. |
| (Amnesty International Belgio) Amnesty International Fiandre Amnesty International Belgio francofono | www.aivl.be. URL consultato il 13 aprile 2017 (archiviato dall'url originale il 3 marzo 2012). www.amnestyinternational.be. |
| Amnesty International Benin                                                                          | www.aibenin.org. URL consultato il 2 marzo 2020 (archiviato dall'url originale il 23 aprile 2017).                          |
| Amnesty International Bermuda                                                                        | www.amnestybermuda.org. URL consultato il 16 novembre 2018 (archiviato dall'url originale il 21 settembre 2013).            |
| Amnesty International Brasile                                                                        | www.anistia.org.br. |
| Amnesty International Burkina Faso                                                                   | www.amnestyburkina.org. URL consultato il 10 agosto 2019 (archiviato dall'url originale il 19 maggio 2017).                 |
| Amnesty International Canada (inglese) Amnistie internationale Canada (francofono)                   | www.amnesty.ca. www.amnistie.ca.                                                                                            |
| Amnesty International Cile                                                                           | www.amnistia.cl. |
| Amnesty International Repubblica Ceca                                                                | www.amnesty.cz. |
| Amnesty International Danimarca                                                                      | www.amnesty.dk. |
| Amnesty International Isole Faroe                                                                    | www.amnesty.fo. |
| Amnesty International Finlandia                                                                      | www.amnesty.fi. |
| Amnesty International Francia                                                                        | www.amnesty.fr. |
| Amnesty International Germania                                                                       | www.amnesty.de. |
| Amnesty International Grecia                                                                         | www.amnesty.org.gr. URL consultato il 25 giugno 2020 (archiviato dall'url originale il 7 febbraio 2009).                    |
| Amnesty International Hong Kong                                                                      | www.amnesty.org.hk (archiviato dall'url originale il 17 gennaio 2021).                                                      |
| Amnesty International Ungheria                                                                       | www.amnesty.hu. URL consultato il 25 giugno 2020 (archiviato dall'url originale il 14 aprile 2017).                         |
| Amnesty International Islanda                                                                        | www.amnesty.is. |
| Amnesty International India                                                                          | www.amnesty.org.in. |
| Amnesty International Irlanda                                                                        | www.amnesty.ie. |
| Amnesty International Israele                                                                        | www.amnesty.org.il. URL consultato il 24 luglio 2020 (archiviato dall'url originale il 21 settembre 2013).                  |
| Amnesty International Italia                                                                         | www.amnesty.it. |
| Amnesty International Giappone                                                                       | www.amnesty.or.jp. |
| Amnesty International Jersey                                                                         | www.amnesty.org.je (archiviato dall'url originale il 17 agosto 2020).                                                       |
| Amnesty International Lussemburgo                                                                    | www.amnesty.lu. |
| Amnesty International Malesia                                                                        | amnesty.my. |
| Amnesty International Isole Mauritius                                                                | www.amnestymauritius.org. URL consultato il 16 novembre 2018 (archiviato dall'url originale il 18 dicembre 2013).           |
| Amnesty International Messico                                                                        | www.amnistia.org.mx. |
| Amnesty International Moldavia                                                                       | www.amnesty.md. |
| Amnesty International Mongolia                                                                       | www.amnesty.mn. |
| Amnesty International Marocco                                                                        | www.amnesty.ma. |
| Amnesty International Nepal                                                                          | www.amnestynepal.org. |
| Amnesty International Paesi Bassi                                                                    | www.amnesty.nl. |
| Amnesty International Nuova Zelanda                                                                  | www.amnesty.org.nz. |
| Amnesty International Norvegia                                                                       | www.amnesty.no. |
| Amnesty International Paraguay                                                                       | www.amnistia.org.py (archiviato dall'url originale il 5 giugno 2009).                                                       |
| Amnesty International Perù                                                                           | www.amnistia.org.pe. |
| Amnesty International Filippine                                                                      | www.amnesty.org.ph. |
| Amnesty International Polonia                                                                        | www.amnesty.org.pl. |
| Amnesty International Portogallo                                                                     | www.amnistia.pt. |
| Amnesty International Porto Rico                                                                     | www.amnistiapr.org. |
| Amnesty International Russia                                                                         | www.amnesty.org.ru (archiviato dall'url originale il 29 aprile 2019).                                                       |
| Amnesty International Senegal                                                                        | www.amnesty.sn. |
| Amnesty International Repubblica Slovacca                                                            | www.amnesty.sk. |
| Amnesty International Slovenia                                                                       | www.amnesty.si. |
| Amnesty International Sudafrica                                                                      | www.amnesty.org.za. |
| Amnesty International Corea del Sud                                                                  | www.amnesty.or.kr. |
| Amnesty International Spagna                                                                         | www.es.amnesty.org. |
| Amnesty International Svezia                                                                         | www.amnesty.se. |
| Amnesty International Svizzera                                                                       | www.amnesty.ch. |
| Amnesty International Taiwan                                                                         | www.amnesty.tw. |
| Amnesty International Thailandia                                                                     | www.amnesty.or.th. |
| Amnesty International Togo                                                                           | www.amnesty.tg. URL consultato il 10 agosto 2019 (archiviato dall'url originale il 21 settembre 2013).                      |
| Amnesty International Tunisia                                                                        | www.amnesty-tunisie.org/. URL consultato il 25 giugno 2020 (archiviato dall'url originale il 30 dicembre 2013).             |
| Amnesty International Turchia                                                                        | www.amnesty.org.tr. |
| Amnesty International Regno Unito                                                                    | www.amnesty.org.uk. |
| Amnesty International Ucraina                                                                        | www.amnesty.org.ua. |
| Amnesty International Uruguay                                                                        | www.amnistia.org.uy. |
| Amnesty International USA                                                                            | www.amnestyusa.org. |
| Amnesty International Venezuela                                                                      | www.amnistia.me. URL consultato il 16 novembre 2018 (archiviato dall'url originale il 1º giugno 2015).                      |

## Controversie

### Posizione sulla decriminalizzazione del lavoro sessuale[21]
Nel 2016, Amnesty International ha adottato una politica a favore della completa decriminalizzazione del lavoro sessuale tra adulti consenzienti. L'organizzazione ha motivato questa posizione con l’obiettivo di proteggere i diritti umani delle persone che esercitano il lavoro sessuale, sostenendo che la criminalizzazione espone queste persone a violenze, sfruttamento e marginalizzazione. La decisione ha suscitato critiche da parte di alcune organizzazioni femministe, sopravvissute alla tratta e attivisti contrari alla prostituzione, i quali hanno accusato Amnesty di legittimare un sistema che perpetua lo sfruttamento. Amnesty ha ribadito che la sua politica non giustifica lo sfruttamento sessuale o la tratta, che continuano a essere fermamente condannati.

### Controversia sullo status di "prigioniero di coscienza" di Aleksej Naval'nyj
Nel febbraio 2021 Amnesty International ha deciso di rimuovere lo status prigioniero di coscienza ad Aleksej Naval'nyj, a causa dei commenti fatti sui migranti 14 anni prima, considerati come discorsi d'odio. Amnesty ha affermato che una persona che ha "sostenuto la violenza o l'odio" è esclusa dalla definizione di prigioniero di coscienza. Amnesty International si è scusata per il "cattivo tempismo" che ha consentito al Governo della Federazione Russa di "aizzare" la controversia contro i sostenitori di Naval'nyj.
Un portavoce anonimo di Amnesty International a Mosca ha riferito alla BBC di ritenere che fosse stata presumibilmente organizzata una campagna di propaganda contro Naval'nyj, rendendo più evidenti i suoi precedenti commenti controversi. La decisione di Amnesty è stata descritta dai media occidentali come "un'enorme vittoria per la propaganda di stato russa" che ha minato il sostegno di Amnesty al rilascio di Naval'nyj. A seguito di tali accuse, Amnesty International ha risposto: "Le notizie secondo le quali la decisione di Amnesty International è stata influenzata dalla campagna diffamatoria dello stato russo contro Naval'nyj sono false. Mai dichiarazioni falsamente attribuite a Navalny o informazioni destinate unicamente a screditarlo sono state prese in considerazione. La propaganda delle autorità russe è facilmente riconoscibile."
Il 7 maggio, Amnesty International ha ridato lo status di "prigioniero di coscienza" a Naval'nyj, in quanto la Corte europea dei diritti dell'uomo ha sostenuto l'attivista dichiarando ingiusta la sua detenzione, e per il fatto che lo stesso Naval'nyj ha anche riveduto molte posizioni, scusandosi per aver cavalcato all'epoca l'onda del nazionalismo.

### Chiusura degli uffici a Hong Kong (2021)
Nel 2021, Amnesty International ha annunciato la chiusura dei suoi due uffici a Hong Kong, citando l'impossibilità di operare liberamente a causa della legge sulla sicurezza nazionale imposta da Pechino. L'organizzazione ha dichiarato che l'ambiente creato dalla legge rendeva "effettivamente impossibile" per le organizzazioni per i diritti umani lavorare senza timore di gravi ritorsioni da parte del governo. Questa decisione ha segnato la fine di una presenza di 40 anni di Amnesty International nella regione.

### Dichiarazione di "organizzazione indesiderabile" in Russia (2025)
Il 19 maggio 2025, la Procura Generale della Federazione Russa ha dichiarato Amnesty International "organizzazione indesiderata", vietandone tutte le attività sul territorio nazionale ai sensi della legge russa del 2015 sulle ONG straniere. Secondo quanto riportato dall'agenzia Interfax, le autorità russe hanno accusato l'organizzazione di sostenere l'Ucraina nel conflitto in corso e di promuovere "progetti russofobi". Amnesty International ha respinto le accuse, definendo la decisione un tentativo di ostacolare il lavoro delle organizzazioni per i diritti umani e di limitare ulteriormente la libertà di espressione in Russia.